# Acanthomyops subglaber
Acanthomyops subglaber är en myrart som först beskrevs av Carlo Emery 1893.  Acanthomyops subglaber ingår i släktet Acanthomyops och familjen myror. Inga underarter finns listade i Catalogue of Life.